# ポリネシア諸語

ポリネシア諸語およびフィジー語の分布
ポリネシア諸語およびフィジー語
西フィジー・ロツマ諸語

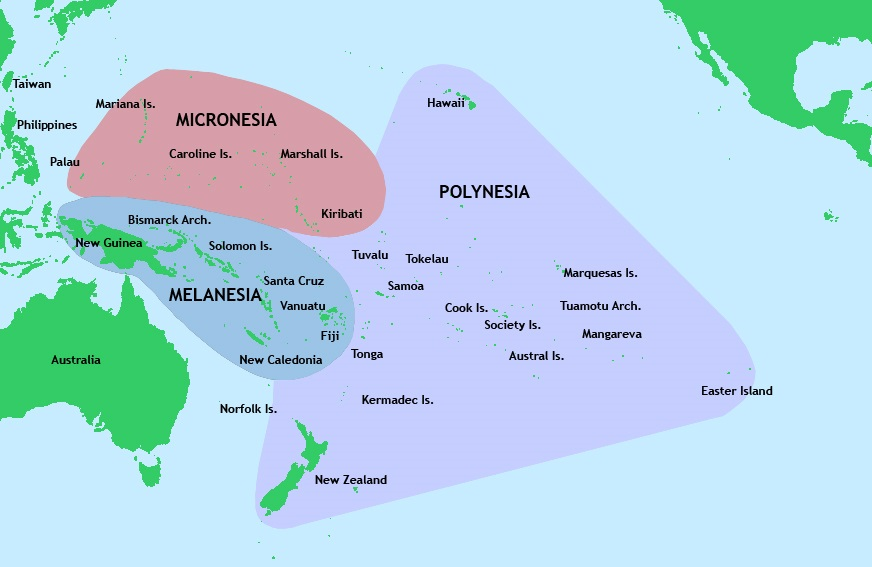
（参考）ポリネシアの位置

ポリネシア諸語（ポリネシアしょご）は、ポリネシアで話されている、互いによく類似した一群の言語。アウストロネシア語族のマレー・ポリネシア語派大洋州諸語に属する。
サモア語、ツバル語、タヒチ語、ハワイ語、マオリ語、トンガ語など、太平洋中部から東部にかけての主要な言語の大半を含む。
マレー・ポリネシア語派はポリネシアを含む太平洋諸島、東南アジア島嶼部からマダガスカルに至る様々な言語（インドネシア語やタガログ語なども含む）からなり、ポリネシア諸語はそのうちのごく一部にすぎない。後述のポリネシア諸語の特徴も、多くのマレー・ポリネシア諸語と異なる点がある。

## 特徴

### 音韻
ポリネシア諸語は音韻構造も互いによく似ており、おおむね以下のような特徴をもつ。
- 典型的な開音節言語で、音節の構成は「子音＋母音」または「母音のみ」の2種類である[2]。マレー・ポリネシア祖語にあったと考えられる語末子音は消失している。
- 母音は i, e, a, o, u の5種類で長短の区別がある。
- 子音の種類は 8～11個程度と少なめ。声門破裂音 /ʔ/ を独立の音素として持つ言語が多い[3]。

後掲の語彙対照表のように言語間を比較すると、母音の変化は比較的少なく、よく保たれているのに対して、子音については一定の変異が見られる。とはいえその場合でも、たとえばレンネル語では祖語の l が g になり、ラロトンガ語では h が ʔ に、ハワイ語では t, k がそれぞれ k, ʔ になる、というように、音韻対応関係はかなり鮮明である。

### 統辞、文法
語順はVSO型が多いが言語によって異なり、かなり自由なものもある。また一部に能格言語がある。形容詞・修飾語は一般に名詞の後につけるが、冠詞（単数定冠詞 te など）は名詞の前につける。文法関係は語順や前置詞などで示す。
また特異な共通点として、所有表現に「a-クラス」と「o-クラス」の区別がある。前者はある人・物によって作られた・所有されているなど（譲渡可能）を表現し、後者はそうでないもの（切り離せない何らかの関係）を表現する。例えばマオリ語では聖書のエレミヤ書（エレミヤが書いたとされる本）を Te Pukapuka a Heremaia、ヨシュア記（ヨシュアのことを書いた本）を Te Pukapuka o Hōhua という（この場合の a と o は前置詞的に用いるが、所有形容詞にも区別がある）。
マレー・ポリネシア祖語にあったと考えられる接辞による語形成は消失しているが、畳語が多い点は受け継がれている。人称代名詞の一人称双数・複数「われわれ」には、他の多くの言語と同様に包括形・除外形（話し相手を入れるか入れないか）の区別がある（サモア語には一人称単数の包括形というのがあって、相手に甘える言い回しに用いる）。

## 系統分類
分類系統は必ずしも定説化されているわけではない。やや便宜的な側面もあるが、以下のように大きく3つに分けて扱うのは伝統的な方法のひとつである。
- トンガ語群（トンガ語、ニウエ語）
- 外縁諸語（メラネシア地域に飛び地的に点在するいくつかの小言語）
- 中核ポリネシア諸語（サモア語も含むその他すべて）

近年の語彙統計学的な研究によれば、トンガ語はニウエ語とさほど近くはなく、却ってサモア語とごく近いとされ（「トンガ・サモア語群」などとも呼ぶ）、また、ツバル語、トケラウ語、ラパヌイ語、マルキーズ語、ツアモツ語、ラロトンガ語、タヒチ語、マオリ語、ハワイ語など「東ポリネシア諸語」と呼ばれる一団も、比較的たがいに近い一系統であるとの結果が出ている。
ポリネシア諸語はまたメラネシアの東フィジー語群（フィジー語を含む）および西フィジー・ロトゥマ語群も近い関係にあり、これらをまとめて中央太平洋諸語（フィジー・ポリネシア諸語）と呼ぶ。
歴史的には、メラネシア方面からポリネシアと接する地域（フィジーなど）を通して伝えられたラピタ文化が、トンガ・サモア方面でポリネシア文化に発展し、さらにこの人々が東部の島々に移住したと考えられており、上記のような言語の系統もその証左となっている。
参考に、中央太平洋諸語の系統図を記す。
- 中央太平洋諸語（フィジー・ポリネシア諸語）
  - 東フィジー諸語（英語版）
    - フィジー語（ フィジーの公用語）

  - 西フィジー・ロツマ諸語（英語版）（フィジービティレブ島西部、ロツマ島）
    - ロツマ語

  - ポリネシア諸語
    - トンガ諸語（英語版）
      - トンガ語（ トンガの公用語）
      - ニウエ語（ ニウエ）

    - 中核ポリネシア諸語（英語版）
      - サモア諸語（英語版）（サモア・域外諸語）
        - 東ウベア・ニウアフォオウ諸語
          - ウォリス語（東ウベア語）（ フランス領 ウォリス・フツナ）
          - ニウアフォオウ語（ トンガ）

        - プカプカ語（ クック諸島プカプカ島）
        - サモア語（ サモア、 アメリカ領サモア）
        - トケラウ語（ ニュージーランド領 トケラウ）
        - † ニウアトプタプ語（英語版）（ トンガ）
        - エリス諸語
          - ツバル語（ ツバル）
          - カピンガマランギ語（ ミクロネシア連邦 ポンペイ州カピンガマランギ環礁）
          - ヌクオロ語（ ミクロネシア連邦ポンペイ州ヌクオロ環礁）
          - ヌクリア語（英語版）（ パプアニューギニア ブーゲンビル自治州ヌグリア環礁（英語版））
          - タクー語（英語版）（ パプアニューギニアブーゲンビル自治州タクー環礁）
          - ヌクマヌ語（英語版）（ パプアニューギニアブーゲンビル自治州ヌクマヌ環礁）
          - オントンジャワ語（ ソロモン諸島 マライタ州オントンジャワ環礁）
          - シカイアナ語（英語版）（ ソロモン諸島マライタ州シカイアナ環礁）

        - フトゥナ諸語
          - フトゥナ語（フランス領ウォリス・フツナ）
          - レンネル語（英語版）（ ソロモン諸島レンネル・ベローナ州）
          - ビカウ・タウマコ語（英語版）（ ソロモン諸島テモツ州サンタクルーズ諸島ダフ諸島（英語版））
          - ティコピア語（英語版）（ ソロモン諸島テモツ州サンタクルーズ諸島ティコピア島）
          - アヌータ語（英語版）（ ソロモン諸島テモツ州サンタクルーズ諸島アヌータ島（英語版））
          - エマエ語（英語版）（ バヌアツ シェファ州エマエ島）
          - メレ・フィラ語（英語版）（ バヌアツシェファ州エファテ島）
          - フトゥナ・アニワ語（英語版）（ バヌアツタフェア州アニワ島（英語版）、フトゥナ島（英語版））
          - 西ウベア語（英語版）（ ニューカレドニア ロイヤルティ諸島ウベア島

      - 東ポリネシア諸語（中東部ポリネシア諸語）
        - マルキーズ諸語
          - マルキーズ語（ フランス領ポリネシア マルキーズ諸島）
          - マンガレヴァ語（ フランス領ポリネシアガンビエ諸島マンガレヴァ島）
          - ハワイ語（ ハワイ州の公用語）

        - タヒチ諸語
          - タヒチ語（ フランス領ポリネシアタヒチ島）
          - オーストラル語（ フランス領ポリネシアオーストラル諸島）
          - ラパ語（ フランス領ポリネシアオーストラル諸島ラパ島）
          - トゥアモトゥ語（ フランス領ポリネシアトゥアモトゥ諸島）
          - ラロトンガ語（ クック諸島）
          - ラカハンガ・マニヒキ語（ クック諸島北クック諸島ラカハンガ環礁（英語版）、マニヒキ環礁）
          - ペンリン語（ クック諸島北クック諸島ペンリン環礁）
          - マオリ語（ ニュージーランドの公用語）
          - モリオリ語（英語版）( ニュージーランドチャタム諸島)

        - ラパ・ヌイ語（ チリ共和国イースター島）

## 語彙対照例
以下、いくつかの言語について語彙の対照を例示する。
なお、〔 〕 内は単語の意味、マルキーズ語は左に南部・右に北部方言としている。
| マレー・ ポリネシ ア祖語 | インド ネシア語 （参考） | ポリネシ ア祖語 / 意味 | トンガ・サモア諸語、外縁諸語 | トンガ・サモア諸語、外縁諸語 | トンガ・サモア諸語、外縁諸語 | トンガ・サモア諸語、外縁諸語 | 東ポリネシア諸語           | 東ポリネシア諸語     | 東ポリネシア諸語             | 東ポリネシア諸語       | 東ポリネシア諸語                | 東ポリネシア諸語                | 東ポリネシア諸語           | 東ポリネシア諸語 |
| マレー・ ポリネシ ア祖語 | インド ネシア語 （参考） | ポリネシ ア祖語 / 意味 | トンガ語（トンガ）           | ニウエ語（ニウエ）           | サモア語（サモア）           | レンネル語 （レンネル島）    | ラロトンガ語（クック諸島） | タヒチ語（タヒチ）   | マオリ語（ニュージーランド） | ハワイ語（ハワイ諸島） | マルキーズ語 （マルキーズ諸島） | マルキーズ語 （マルキーズ諸島） | ラパヌイ語（イースター島） |                  |
| ------------------------ | ------------------------ | ---------------------- | ---------------------------- | ---------------------------- | ---------------------------- | ---------------------------- | -------------------------- | -------------------- | ---------------------------- | ---------------------- | ------------------------------- | ------------------------------- | -------------------------- | ---------------- |
| *mata                    | mata                     | *mata / 眼             | mata                         | mata                         | mata                         | mata                         | mata                       | mata                 | mata                         | maka                   | mata                            | mata                            | mata                       |                  |
| *laŋit                   | laŋit                    | *laŋi / 空             | laŋi                         | laŋi                         | laŋi                         | gaŋi                         | ɾaŋi                       | ɾaʔi                 | ɾaŋi                         | lani                   | ʔani                            | ʔaki                            | ɾaŋi                       |                  |
| *bituqen                 | bintaŋ                   | *fetuʔu / 星           | fetuʔu                       | fetuː                        | fetuː                        | hetuʔu                       | ʔeːtuː                     | fetuː / fetiʔa       | ɸetuː                        | hoːkuː                 | fetuː                           | hetuː                           | hetuʔu                     |                  |
| *bahi                    | (pərəmpuan)              | *fafine / 女           | fefine                       | fifine                       | fafine                       | hahine                       | vaʔine                     | vahine               | wahine                       | wahine                 | vehine                          | vehine                          | bahine                     |                  |
|                          |                          | *taŋaloa / タンガロア  | taŋaloa                      | taŋaloa                      | taŋaloa                      | taŋagoa                      | taŋaroa                    | taʔaroa              | taŋaroa / takaroa            | kanaloa                | tanaʔoa                         | takaʔoa                         | taŋaroa                    |                  |
| *sawaiki / 母なる祖地    |                          |                        | savaiʔi 〔サバイイ島〕       | avaiki （自島を指す）        | ʔavaiki 〔黄泉の国〕         | havaiʔi 〔ライアテア島〕     | hawaiki 〔伝説上の故郷〕   | hawaiʔi 〔ハワイ島〕 | havaiki 〔黄泉の国〕         | havaiki 〔黄泉の国〕   |                                 |                                 |                            |                  |

1. ↑  神話に登場する神格名（多くの島では主神か、主要な神のひとりまたは一族）。なお、「タンガロア」という綴りでは正しい音を表せない。できれば4拍で「タカ゚ロア」としたいところ。
2. ↑  先祖の霊が住むとの含意から、「黄泉の国」のごとき意味も派生する。

| 英語               | 1       | 2      | 3       | 4      | 5       | 6          | 7           | 8            | 9          | 10                   |
| ------------------ | ------- | ------ | ------- | ------ | ------- | ---------- | ----------- | ------------ | ---------- | -------------------- |
| ニウエ語           | taha    | ua     | tolu    | fa     | lima    | ono        | fitu        | valu         | hiva       | hogofolu             |
| トンガ語           | taha    | ua     | tolu    | fa     | nima    | ono        | fitu        | valu         | hiva       | hongofulu            |
| サモア語           | tasi    | lua    | tolu    | fa     | lima    | ono        | fitu        | valu         | iva        | sefulu               |
| ツバル語           | tasi    | lua    | tolu    | fa     | lima    | ono        | fitu        | valu         | iva        | agafulu              |
| ナヌメア語         | tahi    | lua    | tolu    | fā     | lima    | ono        | fitu        | valu         | iva        | toa                  |
| トケラウ語         | tahi    | lua    | tolu    | fa     | lima    | ono        | fitu        | valu         | iva        | hefulu               |
| ウベア語           | tahi    | lua    | tolu    | fā     | nima    | ono        | fitu        | valu         | hiva       | hogofulu             |
| プカプカ語         | tayi    | lua    | tolu    | wa     | lima    | ono        | witu        | valu         | iva        | laugaulu             |
| レンネル語         | tahi    | ŋgua   | toŋgu   | hā     | ŋgima   | ono        | hitu        | baŋgu        | iba        | katoa                |
| ピレニ語           | tasi    | rua    | toru    | fā     | lima    | ono        | fitu        | valu         | iva        | kʰaro                |
| ティコピア語       | tasi    | rua    | toru    | fa     | rima    | ono        | fitu        | varu         | siva       | fuaŋafuru            |
| アヌタ語           | tai     | rua    | toru    | paa    | nima    | ono        | pitu        | varu         | iva        | puangapuru           |
| 西ウベア語         | tahi    | ƚua    | toƚu    | fa     | lima    | tahia-tupu | luaona-tupu | toluona-tupu | faona-tupu | limaona-tupu         |
| エマエ語           | tasi    | rua    | toru    | fa     | rima    | ono        | fitu        | βaru         | siβa       | ŋafuru               |
| メレ語             | tasi    | rua    | toru    | fa     | rima    | ono        | fitu        | βaru         | siβa       | siŋafuru             |
| フトゥナ・アニワ語 | tasi    | rua    | toru    | fa     | rima    | ono        | fitu        | varo         | iva        | tagafuru             |
|                    | 1       | 2      | 3       | 4      | 5       | 6          | 7           | 8            | 9          | 10                   |
| シカイアナ語       | tahi    | lua    | tolu    | hā     | lima    | ono        | hitu        | valo         | sivo       | sehui                |
| オントンジャワ語   | kahi    | lua    | kolu    | hā     | lima    | oŋo        | hiku        | valu         | sivo       | sehui                |
| タウー語           | tasi    | lua    | toru    | fa     | rima    | ono        | fitu        | varu         | sivo       | sinafuru             |
| カピンガマランギ語 | dahi    | lua    | dolu    | haa    | lima    | ono        | hidu        | walu         | hiwa       | mada                 |
| ヌクオロ語         | dahi    | ka-lua | ka-dolu | ka-haa | ka-lima | ka-ono     | ka-hidu     | ka-valu      | ka-siva    | ka-hulu              |
| ラパ・ヌイ語       | tahi    | rua    | toru    | ha     | rima    | ono        | hitu        | vaʼu         | iva        | ʼahuru               |
| タヒチ語           | tahi    | piti   | toru    | maha   | pae     | ōno        | hitu        | vaʼu         | iva        | hōeʼahuru            |
| ペンリン語         | tahi    | lua    | tolu    | hā     | lima    | ono        | hitu        | valu         | iva        | tahi-ngahulu         |
| ラロトンガ語       | taʼi    | rua    | toru    | ā      | rima    | ono        | ʼitu        | varu         | iva        | ngaʼuru              |
| トゥアモトゥ語     | tahi    | rua    | toru    | fā     | rima    | ono        | hitu        | varu         | iva        | rongoʼuru            |
| マオリ語           | tahi    | rua    | toru    | whā    | rima    | ono        | whitu       | waru         | iwa        | tekau (also ngahuru) |
| モリオリ語         | tehi    | teru   | toru    | tewha  | terima  | teono      | tewhitu     | tewaru       | teiwa      | meangauru            |
| マンガレバ語       | tahi    | rua    | toru    | ha     | rima    | ono        | hitu        | varu         | iva        | rogouru              |
| マルキーズ語       | e tahi  | e úa   | e toú   | e fa   | e íma   | e ono      | e fitu      | e vaú        | e iva      | ónohuú               |
| ハワイ語           | ‘e-kahi | ‘e-lua | ‘e-kolu | ‘e-hā  | ‘e-lima | ‘e-ono     | ‘e-hiku     | ‘e-walu      | ‘e-iwa     | ‘umi                 |
|                    | 1       | 2      | 3       | 4      | 5       | 6          | 7           | 8            | 9          | 10                   |